# Ualabi llebre d'ulleres
El ualabi llebre d'ulleres (Lagorchestes conspicillatus) és una espècie de macropòdid d'Austràlia. N'hi ha una petita subpoblació a Barrow Island, mentre que el tipus del continent està estès, però en declivi, per les parts septentrionals del país.